# جام منطقه‌ای ایران ۱۳۴۹
جام منطقه‌ای ایران ۱۳۴۹  اولین دوره لیگ فوتبال ایران بود که توسط فدراسیون فوتبال ایران برگزار شد.
تیم تاج تهران برای اولین بار قهرمان این دوره از رقابت‌ها شد و به مسابقات باشگاهی قهرمانی آسیا ۱۹۷۱ راه پیدا کرد.

## تیم‌ها

### مرحله مقدماتی
بازی‌های مرحله مقدماتی در چهار گروه در شهرهای کرمان، ارومیه، رشت و اصفهان برگزار شدند و از هر منطقه دو تیم به مرحله نهایی صعود کردند. در این مرحله ۲۳ تیم حاضر بودند. هشت تیم از این ۲۳ تیم از تیم‌های فوتبال سازمان ورزشی و فرهنگی تاج بودند.

### منطقه الف (کرمان)
| رده | تیم                | بازی | برد | مساوی | باخت | گل زده | گل خورده | تفاضل | امتیاز |
| --- | ------------------ | ---- | --- | ----- | ---- | ------ | -------- | ----- | ------ |
| ۱   | پیکان              | ۴    | ۳   | ۰     | ۱    | ۲۴     | ۹        | ۱۵+   | ۶      |
| ۲   | تاج آبادان         | ۴    | ۲   | ۲     | ۰    | ۹      | ۴        | ۵+    | ۶      |
| ۳   | راه کرمان          | ۴    | ۱   | ۲     | ۱    | ۴      | ۵        | ۱-    | ۴      |
| ۴   | خانه جوانان اصفهان | ۴    | ۱   | ۲     | ۱    | ۹      | ۱۴       | ۵-    | ۴      |
| ۵   | آرش بندرعباس       | ۴    | ۰   | ۰     | ۴    | ۶      | ۲۰       | ۱۴-   | ۰      |

### منطقه ب (رضاییه)
| رده | تیم             | بازی | برد | مساوی | باخت | گل زده | گل خورده | تفاضل | امتیاز |
| --- | --------------- | ---- | --- | ----- | ---- | ------ | -------- | ----- | ------ |
| ۱   | تاج تهران       | ۳    | ۳   | ۰     | ۰    | ۶      | ۱        | ۵+    | ۶      |
| ۲   | کارگر آبادان    | ۳    | ۲   | ۰     | ۱    | ۵      | ۳        | ۲+    | ۴      |
| ۳   | پرسپولیس رضائیه | ۳    | ۱   | ۰     | ۲    | ۱      | ۳        | ۲-    | ۲      |
| ۴   | پاس همدان       | ۳    | ۰   | ۰     | ۳    | ۱      | ۶        | ۵-    | ۰      |

### منطقه ج (رشت)
گروه الف
| رده | تیم            | بازی | برد | مساوی | باخت | گل زده | گل خورده | تفاضل | امتیاز |
| --- | -------------- | ---- | --- | ----- | ---- | ------ | -------- | ----- | ------ |
| ۱   | پاس تهران      | ۳    | ۳   | ۰     | ۰    | ۱۲     | ۳        | ۹+    | ۶      |
| ۲   | گیو بندر پهلوی | ۳    | ۲   | ۰     | ۱    | ۱۲     | ۷        | ۵+    | ۴      |
| ۳   | تاج گنبد       | ۳    | ۱   | ۰     | ۲    | ۸      | ۷        | ۱+    | ۲      |
| ۴   | تاج رشت        | ۳    | ۰   | ۰     | ۳    | ۴      | ۱۳       | ۹-    | ۰      |

گروه (ب)
| رده | تیم         | بازی | برد | مساوی | باخت | گل زده | گل خورده | تفاضل | امتیاز |
| --- | ----------- | ---- | --- | ----- | ---- | ------ | -------- | ----- | ------ |
| ۱   | آریا مشهد   | ۲    | ۲   | ۰     | ۰    | ۳      | ۰        | ۳+    | ۴      |
| ۲   | تاج خرم‌آباد | ۲    | ۱   | ۰     | ۱    | ۲      | ۱        | ۱+    | ۲      |
| ۳   | تاج تبریز   | ۲    | ۰   | ۰     | ۲    | ۰      | ۴        | ۴-    | ۰      |

نیمه نهایی
پاس تهران ۷–۱ تاج خرم‌آباد
آریا مشهد ۱–۱(پ۵–۴) گیو بندر پهلوی
رده‌بندی
گیو بندر پهلوی ۸–۰ تاج خرم‌آباد
فینال
پاس تهران ۲–۲ (پ۴–۳) آریا مشهد
- پاس و آریا به دور بعد صعود کردند.

### منطقه د (اصفهان)
گروه الف
| رده | تیم          | بازی | برد | مساوی | باخت | گل زده | گل خورده | تفاضل | امتیاز |
| --- | ------------ | ---- | --- | ----- | ---- | ------ | -------- | ----- | ------ |
| ۱   | تاج اهواز    | ۳    | ۳   | ۰     | ۰    | ۱۵     | ۲        | ۱۳+   | ۶      |
| ۲   | برق تهران    | ۳    | ۲   | ۰     | ۱    | ۸      | ۵        | ۳+    | ۴      |
| ۳   | پاس مشهد     | ۳    | ۱   | ۰     | ۲    | ۵      | ۷        | ۲-    | ۲      |
| ۴   | تاج کهگیلویه | ۳    | ۰   | ۰     | ۳    | ۲      | ۱۶       | ۱۴-   | ۰      |

گروه ب
| رده | تیم           | بازی | برد | مساوی | باخت | گل زده | گل خورده | تفاضل | امتیاز |
| --- | ------------- | ---- | --- | ----- | ---- | ------ | -------- | ----- | ------ |
| ۱   | جوانان اصفهان | ۲    | ۱   | ۱     | ۰    | ۵      | ۲        | ۳+    | ۳      |
| ۲   | تاج شیراز     | ۲    | ۰   | ۲     | ۰    | ۳      | ۳        | ۰     | ۲      |
| ۳   | سهند تبریز    | ۲    | ۰   | ۱     | ۱    | ۱      | ۳        | ۲-    | ۱      |

نیمه نهایی
تاج شیراز ۳–۲ تاج اهواز
جوانان اصفهان ۰–۴ برق تهران
رده‌بندی
جوانان اصفهان ۰–۲ تاج اهواز
فینال
تاج شیراز ۰–۱ برق تهران
- برق تهران و تاج شیراز به دور بعد صعود کردند.

## مرحله گروهی
مرحله نهایی در دو گروه متمرکز در دی ۱۳۴۹ در ورزشگاه امجدیه تهران برگزار شد. در فاصله برگزاری مرحله مقدماتی و نهایی بازیکنان تیم پیکان به تیم پرسپولیس پیوسته بودند و با نظر فدراسیون فوتبال تیم پرسپولیس که در مرحله مقدماتی حضور نداشت جایگزین پیکان شد. سه تیم از تاج، پاس و پرسپولیس از تهران و تیم تاج آبادان تیم‌هایی بودند که به مرحله نیمه‌نهایی صعود کردند.

### گروه ۱
| رده | تیم       | بازی | برد | مساوی | باخت | گل زده | گل خورده | تفاضل | امتیاز |
| --- | --------- | ---- | --- | ----- | ---- | ------ | -------- | ----- | ------ |
| ۱   | پاس       | ۳    | ۳   | ۰     | ۰    | ۹      | ۲        | ۷+    | ۶      |
| ۲   | پرسپولیس  | ۳    | ۲   | ۰     | ۱    | ۱۰     | ۳        | ۷+    | ۴      |
| ۳   | تاج شیراز | ۳    | ۱   | ۰     | ۲    | ۳      | ۸        | ۵-    | ۲      |
| ۴   | برق تهران | ۳    | ۰   | ۰     | ۳    | ۰      | ۹        | ۹-    | ۰      |

### گروه ۲
| رده | تیم          | بازی | برد | مساوی | باخت | گل زده | گل خورده | تفاضل | امتیاز |
| --- | ------------ | ---- | --- | ----- | ---- | ------ | -------- | ----- | ------ |
| ۱   | تاج تهران    | ۳    | ۱   | ۲     | ۰    | ۷      | ۲        | ۵+    | ۴      |
| ۲   | تاج آبادان   | ۳    | ۱   | ۲     | ۰    | ۴      | ۲        | ۲+    | ۴      |
| ۳   | کارگر آبادان | ۳    | ۱   | ۲     | ۰    | ۵      | ۴        | ۱+    | ۴      |
| ۴   | آریا مشهد    | ۳    | ۰   | ۰     | ۳    | ۲      | ۱۰       | ۸-    | ۰      |

## مرحله حذفی
بازی‌های مرحله نهایی حواشی و جنجال سازی فراوانی همراه بود. مسابقه دو تیم پرسپولیس تهران و تاج تهران به علت خروج بازیکنان پرسپولیس تهران از استادیوم در دقیقه ۸۰ نیمه‌تمام ماند و طبق قوانین فوتبال مبنی بر انصراف یک تیم از مسابقه ، نتیجه بازی  ۰–۳ به سود حریف پرسپولیس تهران یعنی تاج تهران اعلام شد ؛ همچنین تیم پرسپولیس تهران از مسابقه رده‌بندی برابر تاج آبادان کناره گیری کرد تا نتیجه مسابقه با نتیجه ۰–۳ به سود تاج آبادان اعلام شود و بدین ترتیب تاج تهران به قهرمانی جام سراسری و کسب مجوز حضور در مسابقات باشگاهی قهرمانی آسیا ۱۹۷۱ ، پاس تهران به نایب قهرمانی ؛ تیم تاج آبادان به عنوان سومی جام سراسری ایران موسوم به جام منطقه ای برسد. 
نیمه نهایی
پاس تهران ۴–۲ تاج آبادان
پرسپولیس تهران ۰–۳ تاج
این بازی با نتیجه۱–۱ تا دقیقه ۸۰ جریان داشت که به علت خروج یکدفعه بازیکنان پرسپولیس از استادیوم نتیجه آن ۳–۰ به سود تاج اعلام شد.
رده‌بندی
پرسپولیس تهران ۰–۳ تاج آبادان
پرسپولیس،‌ در بازی رده بندی در برابر تاج آبادان کناره گیری کرد و ۳-۰ بازنده اعلام شد.
فینال
پاس تهران۱–۲تاج تهران
گل پاس : اصغر شرفی
گل‌های تاج : غلامحسین مظلومی - اکبر کارگرجم

## جدول کلی
| رتبه | تیم            | تعداد بازی | برد | مساوی | باخت | زده | خورده | تفاضل گل | امتیاز |
| ---- | -------------- | ---------- | --- | ----- | ---- | --- | ----- | -------- | ------ |
| ۱    | تاج تهران      | ۸          | ۶   | ۱     | ۱    | ۱۸  | ۴     | ۱۴+      | ۱۴     |
| ۲    | پاس تهران      | ۸          | ۶   | ۱     | ۱    | ۲۶  | ۹     | ۱۷+      | ۱۴     |
| ۳    | تاج آبادان     | ۹          | ۴   | ۴     | ۱    | ۱۸  | ۱۰    | ۸+       | ۱۲     |
| ۴    | پرسپولیس تهران | ۹          | ۵   | ۰     | ۴    | ۳۴  | ۱۸    | ۱۶+      | ۱۰     |
| ۵    | کارگر آبادان   | ۳          | ۱   | ۲     | ۰    | ۵   | ۴     | ۱+       | ۴      |
| ۶    | تاج شیراز      | ۳          | ۱   | ۰     | ۲    | ۳   | ۸     | ۵-       | ۲      |
| ۷    | آریا مشهد      | ۳          | ۰   | ۰     | ۳    | ۲   | ۱۰    | ۸-       | ۰      |
| ۸    | برق تهران      | ۳          | ۰   | ۰     | ۳    | ۰   | ۹     | ۹-       | ۰      |

## جدول گلزنان
| رتبه | نام        |   | باشگاه     |
| ---- | ---------- | - | ---------- |
| ۱    | حسین کلانی | ۶ | پرسپولیس   |
| ۲    | مهدی نجار  | ۴ | تاج آبادان |

## منبع
1. ↑  «تاج». takhtejamshidcup.com. بایگانی‌شده از اصلی در ۲۰۲۰-۰۶-۱۲. دریافت‌شده در ۲۰۲۰-۰۶-۱۲.
2. ↑  «ماجرای پرحاشیه اولین جام قهرمانی که به تاج رسید». PANA.IR. ۲۰۲۰-۰۴-۲۵. دریافت‌شده در ۲۰۲۱-۱۱-۱۷.
3. ↑  «تاج و قهرمانی ایران در سال ۱۳۳۶ _ عنوانی که تا مدت ها به فراموشی سپرده شده بود...». طرفداری. ۲۰۲۱-۰۷-۰۱. دریافت‌شده در ۲۰۲۳-۰۱-۱۹.
4. ↑  YJC، خبرگزاری باشگاه خبرنگاران | آخرین اخبار ایران و جهان | (۲۰۰۲). «نگاهي به تاريخچه "ليگ فوتبال ايران"». fa. دریافت‌شده در ۲۰۲۱-۰۹-۱۳.
5. ↑  «مشخصات تیم ها - تابناک | TABNAK». www.tabnak.ir. دریافت‌شده در ۲۰۲۲-۰۹-۱۳.
6. ↑  «نگاهی به دربی هایی که با حکم فدراسیون سه بر صفر شدند/ استقلال4 پرسپولیس 1». فوتبالی. ۲۰۱۸-۰۷-۱۷. دریافت‌شده در ۲۰۲۱-۱۱-۱۷.
7. ↑  «تاج». takhtejamshidcup.com. دریافت‌شده در ۲۰۲۱-۱۱-۱۷.
8. ↑  «حسین کلانی». takhtejamshidcup.com. دریافت‌شده در ۲۰۲۱-۱۱-۱۷.